# طرابلس عثمانی

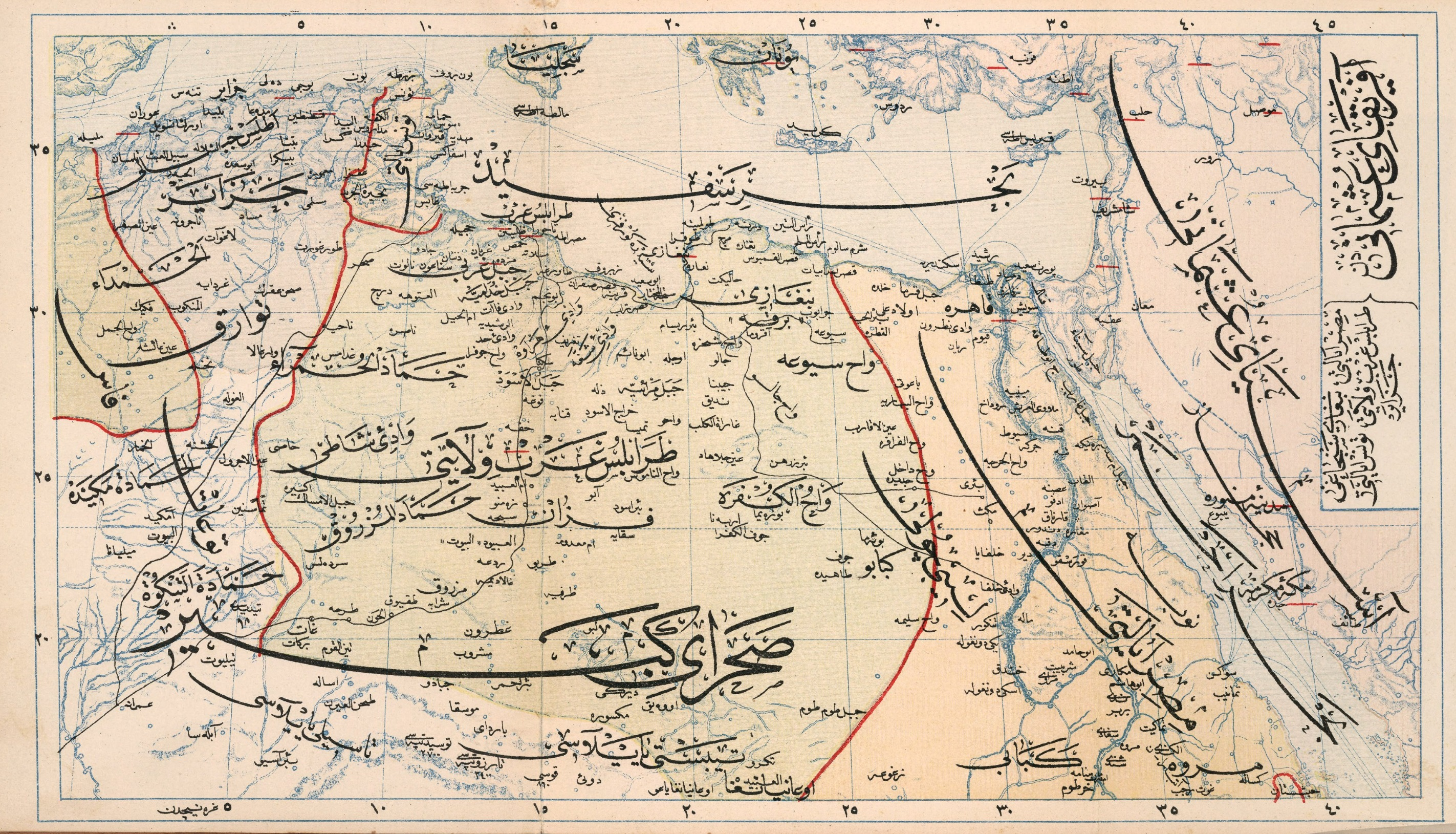
نقشه تقسیمات سیاسی منطقه آفریقای عثمانی، شامل ولایت طرابلس غرب در سال ۱۹۰۷ (۱۲۸۵)

طرابلس عثمانی (ترکی عثمانی: ایالت طرابلس غرب) منطقه ساحلی در لیبی کنونی که بین سال‌های ۱۵۵۱ تا ۱۹۱۱ توسط امپراتوری عثمانی اداره می‌شد
از سال ۱۵۵۱ تا ۱۸۶۴، تحت عنوان ایالت تریپولی (ترکی عثمانی: ایالت طرابلس غرب Eyālet-i Trâblus Gârb) یا تریپولی بربری و از سال ۱۸۶۴ تا ۱۹۱۱ با نام ولایت تریپولیتانیا ((ترکی عثمانی: ولایت طرابلس غرب): Vilâyet-i Trâblus Gârb). همچنین با عنوان پادشاهی تریپولی شناخته می‌شد، با وجود اینکه اصولاً یک پادشاهی نبود، اما به عنوان یک استان عثمانی توسط پاشاها اداره می‌شد. دفاکتو از سال ۱۷۱۱ تا ۱۸۳۵ دودمان Karamanli این استان را به عنوان پادشاهی موروثی اداره می‌کردند، علی‌رغم اینکه اسما تحت حکمرانی عثمانی باقی‌مانده بود.

## فرمانروایان

### بیگلربیگی‌ها
- مراد آقا (۱۵ اوت ۱۵۵۱–۱۵۵۶)
- قلیچ علی پاشا (۱۷ ژوئن ۱۵۶۵–۲۷ ژوئن ۱۵۶۸)
- یحیی پاشا (۲۷ ژوئن ۱۵۶۸–۲۸ مارس ۱۵۷۱)
- جعفر پاشا (۲۸ مارس ۱۵۷۱–۱۵۷۲)
- مصطفی پاشا (۱۵۷۲–۱۵۷۴)
- حیدر پاشا (۱۵۷۴–۵ ژوئیه ۱۵۷۷)
- حسن پاشا (۵ ژوئیه ۱۵۷۷–۱۵۷۸)
- حیدر پاشا (۱۵۷۸–۱۵۸۴) (بار دوم)
- اویس پاشازاده سقزلی محمد پاشا (۱۵۸۴–۱۵۸۵) (نخستین بار)
- رمضان پاشا (۱۵۸۵–۱۵۸۹)
- سقزلی محمد پاشا (۱۵۸۹) (بار دوم)
- ایستانکویلو احمد پاشا (۱۵۸۹ - نوامبر ۱۵۹۰)
- سقزلی محمد پاشا (نوامبر ۱۵۹۰–۱۵۹۵) (بار سوم)
- ممی محمد پاشا (۱۵۹۵ - دسامبر ۱۶۰۳)
- صفر دایی (دسامبر ۱۶۰۳–۱۶۱۴)
- شریف پاشا (۱۶۱۴–۱۶۲۶)
- رمضان دایی (۱۶۲۶)
- سقزلی محمد پاشا (۱۶۲۶ - ژانویه ۱۶۳۱)
- سقزلی عثمان پاشا (ژانویه ۱۶۳۱–۲۹ آوریل ۱۶۷۲)
- عثمان دایی (۲۹ آوریل ۱۶۷۲ - ژوئیه ۱۶۷۲)
- بالی چاوش دایی (ژوئیه ۱۶۷۲–۱۸ مه ۱۶۷۵)
- مصرلی‌اوغلو ابراهیم پاشا (۱۸ مه ۱۶۷۵ - ژانویه ۱۶۷۷)
- اینبولولو ابراهیم چلبی دایی (ژانویه ۱۶۷۷)
- ایستانکویلو مصطفی دایی بزرگ (ژانویه ۱۶۷۷ - آوریل ۱۶۷۷)
- عثمان دایی (آوریل ۱۶۷۷–۱۶۷۸)
- آق‌محمد تیمور دایی (۱۶۷۸–۱۶۸۲)
- آبازا حسین دایی (۱۶۸۲–۲۱ ژوئن ۱۶۸۲)
- جزایرلی عبدالله دایی (۲۱ ژوئن ۱۶۸۲–۱۶۸۳)
- درزی ابراهیم دایی (۱۶۸۳)
- خلیل پاشا (۱۶۸۳ - اکتبر ۱۶۸۷)
- محمد پاشا (اکتبر ۱۶۸۷–۱۶۸۹)
- بوشناک اسماعیل پاشا (۱۶۸۹–۳ فوریه ۱۶۹۵)
- دستاری محمد پاشا (۳ فوریه ۱۶۹۵–۱ اوت ۱۷۰۰)
- تورگوتلو قهوه‌چی عثمان دایی (۱ اوت ۱۷۰۰–۲۰ نوامبر ۱۷۰۰)
- گالیپولی‌لی حاجی مصطفی دایی (۲۰ نوامبر ۱۷۰۰ - دسامبر ۱۷۰۲)
- خلیل پاشا (دسامبر ۱۷۰۲ - دسامبر ۱۷۱۰)
- اسماعیل خواجه دایی (دسامبر ۱۷۱۰–۱۷۱۱)
- حاجی مصطفی دایی (۱۷۱۱–۴ ژوئیه ۱۷۱۱)
- محمود بی دایی (۴ ژوئیه ۱۷۱۱–۲۹ ژوئیه ۱۷۱۱)
- کارامانلی احمد پاشا (۲۹ ژوئیه ۱۷۱۱–۲ نوامبر ۱۷۴۵)
- محمد پاشا (۲ نوامبر ۱۷۴۵–۱۷۵۴)
- علی پاشا (۱۷۵۴–۳۰ ژوئیه ۱۷۹۳)
- صیدی علی پاشا (۳۰ ژوئیه ۱۷۹۳ - نوامبر ۱۷۹۴)
- احمد بی (نوامبر ۱۷۹۴–۲۴ ژانویه ۱۷۹۶)
- یوسف پاشا (۲۴ ژانویه ۱۷۹۶–۵ اوت ۱۸۳۲)
- علی پاشای دوم (۵ اوت ۱۸۳۲–۲۶ مه ۱۸۳۵)

### استانداران
- مصطفی نجیب پاشا (۲۶ مه ۱۸۳۵–۷ سپتامبر ۱۸۳۵)
- محمود رائف پاشا (۷ سپتامبر ۱۸۳۵–۶ مه ۱۸۳۷)
- چشمه‌لی حسن پاشا (۶ مه ۱۸۳۷–۵ سپتامبر ۱۸۳۸)
- مشیر علی آشکار پاشا (۵ سپتامبر ۱۸۳۸–۱۵ ژوئیه ۱۸۴۲)
- محمد امین پاشا (۱۵ ژوئیه ۱۸۴۲–۲۲ آوریل ۱۸۴۷)
- راغب پاشا (۲۲ آوریل ۱۸۴۷–۱۳ سپتامبر ۱۸۴۹)
- احمد عزت پاشا (۱۳ سپتامبر ۱۸۴۹–۱۶ سپتامبر ۱۸۵۲)
- مصطفی نوری پاشا (۱۶ سپتامبر ۱۸۵۲–۱ نوامبر ۱۸۵۵)
- عثمان پاشا (۱ نوامبر ۱۸۵۵–۱ اکتبر ۱۸۵۷)
- احمد عزت پاشا (۲ اکتبر ۱۸۵۷–۴ اوت ۱۸۶۰)
- محمود ندیم پاشا (۴ اوت ۱۸۶۰–۱۸ ژوئن ۱۸۶۷)